# Batterie Michel
La batterie côtière casematée Michel (Михайловская казематированная береговая батарея) est un complexe muséal compris dans le musée historique des fortifications de Sébastopol. Le complexe muséal reproduit l'intérieur d'une fortification construite au milieu du XIXe siècle. 
La batterie côtière est construite en 1846 comme l'un des dix ouvrages de fortification des côtes de la ville portuaire de Sébastopol et nommée en l'honneur du fils de l'empereur Nicolas Ier, le grand-duc Michel de Russie.

## Histoire de la construction
La batterie est construite en 1846 à l'emplacement d'un fortin d'artillerie, afin d'assurer la défense du port militaire des attaques venant de la mer.
Nicolas Ier, ayant compris l'importance stratégique de la forteresse de Sébastopol pour la mer Noire, décide en 1834 de planifier le renforcement de ses défenses et de remplacer les batteries côtières anciennes par de nouvelles. La batterie Michel, sous le nom de projet n° 2, fait partie d'un plan de construction du génie militaire conduit par le colonel du génie Karl Bruno, puis mené à terme par le colonel du génie Gustav von Fölkersam. La construction de la batterie est réalisée de 1841 à 1847. La même année, la batterie est baptisée du nom du quatrième fils de Nicolas Ier, le grand-duc Michel de Russie.
La batterie est construite à partir de pierre calcaire extraite des carrières de Kilen-balka. Le bâtiment de la batterie est un fort à deux niveaux en forme de U, composé d'un bâtiment central et d'ailes latérales situées à un angle de 100 degrés par rapport à celui-ci. La longueur de la structure le long du front est de 108 mètres, et avec les flancs de 205 mètres. L'épaisseur des murs extérieurs peut atteindre 1,8 mètre. Dans la partie arrière, un mur défensif intérieur avec un fossé est construit (aujourd'hui seul un fragment de celui-ci près du barbet nord subsiste). Les angles intérieurs de l'édifice se terminaient par deux tours barbettes (une seule a survécu). Dans les 58 casemates de la batterie et sur la plate-forme supérieure, jusqu'à 115 canons pouvaient être placés (en fait, à la veille de la guerre de Crimée, il y avait 77 canons, dont 68 pouvaient tirer sur la rade). Les casemates adjacentes sur les deux étages du fort sont reliées entre elles par un couloir, les quartiers intérieurs du personnel sont en enfilade. La garnison de la batterie était de 750 hommes.
Pour l'époque, la batterie est une structure défensive moderne et bien armée. La partie frontale (la plus puissante) de la batterie, ainsi que le flanc droit de la batterie Constantin fournissent des tirs croisés à l'entrée de la rade de la baie de Sébastopol. L'aile nord du fort, ainsi que les fortifications de l'enceinte défensive intérieure, assurent la défense de la batterie depuis la côte. Le secteur de tir des canons de l'aile gauche couvre la rade intérieure.

## XIXe siècle

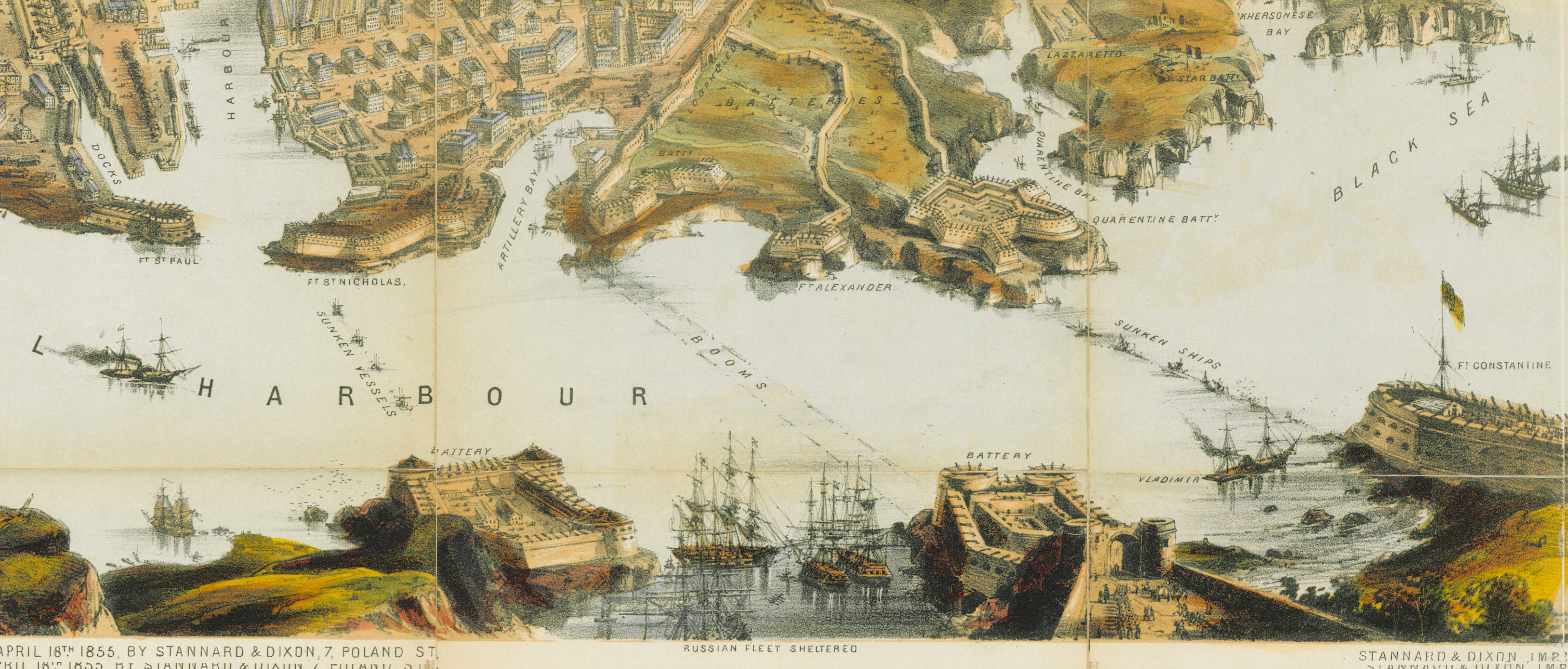
Le fort au premier plan pendant la guerre de Crimée.

Le commandant de la batterie pendant la Guerre de Crimée est le lieutenant capitaine Nikolaï Fiodorovitch Andreïev. Lors de la bataille navale du 5 (17) octobre 1854, lorsque l'escadre alliée attaque Sébastopol depuis la mer, la batterie Michel ne prend pas une part active au combat en raison de son emplacement. Elle cesse bientôt le feu et on ouvre un hôpital de campagne dans les casemates.
Après la guerre, la batterie sert d'entrepôt, puis de caserne. Au début du XXe siècle, la batterie perd sa vocation de défense, demeurant toutefois un lieu fermé appartenant à la flotte de guerre.

## XXe siècle
En 1920, le gouvernement de la Russie du Sud organise des cours d'artillerie dans les casemates de la batterie. Dans les années d'avant-guerre, des unités de soutien de la 77e flotte de la flotte de la mer Noire étaient casernées dans le territoire de la batterie. Dans la période du 2e siège de Sébastopol par les armées du Troisième Reich et du royaume de Roumanie pendant la Grande Guerre patriotique. La batterie Michel est l'un des quatre points de défense du nord de Sébastopol, lors de la troisième attaque de la ville. L'attaque par l'ennemi commence le matin du 21 juin 1942. Après trois jours de combats, les défenseurs soviétiques de la batterie la quittent le 24 juin sur ordre du commandement et se replient dans le côté sud.
Dans l'après-guerre, les casemates servent d'entrepôt du commandement. Selon les accords russo-ukrainiens sur les paramètres de partage de la flotte de la mer Noire du 28 mai 1997, l'entrepôt n° 2977 devient propriété des forces navales d'Ukraine.

## Notre époque
Aujourd'hui, les lieux servent de musée sous le nom de « batterie Michel » («Михайловская батарея», Mikhaïlovskaïa batareïa) et celui-ci fonctionne comme filiale du musée historique militaire des fortifications de Sébastopol; de même que le musée souterrain de Balaklava et la 30e batterie de tourelles blindées.
Le musée a ouvert ses portes après restauration en 2010. La partie de base de l'exposition permanente est alors consacrée à la guerre de Crimée de 1853-1856. On y présente de nombreux objets de la collection du musée Cheremetiev.
En 2014, le musée est passé sous la juridiction russe et actuellement le site d'exposition nord du musée d'histoire militaire des fortifications du ministère de la Défense de la fédération de Russie. Il est situé sur le territoire de la batterie. Dans les anciennes casemates où se trouve le musée, les visiteurs peuvent étudier les installations et artefacts qui reflètent l'histoire de la ville-forteresse depuis sa fondation jusqu'à nos jours.
Maintenant, la première partie du musée est ouverte par une exposition permanente, appelée « Héroïque Sébastopol », qui contient des objets uniques (un total de plus de dix mille). Elle est située dans trente salles sur une superficie de plus de 2 500 mètres carrés (c'est presque quatre terrains de football) qui révèlent l'histoire de l'établissement et du développement de la ville de Sébastopol et de l'histoire de la flotte de la mer Noire, notamment pendant la Guerre de Crimée et les combats locaux de la Première et de la Seconde Guerre mondiale. Elle présente aussi aux visiteurs l'histoire de la garnison de Sébastopol à l'époque de la révolution d'Octobre, de la guerre civile russe, de l'évacuation tragique de Crimée de l'armée blanche, avec les soldats de Wrangel, et les premières années du pouvoir soviétique.

## Galerie

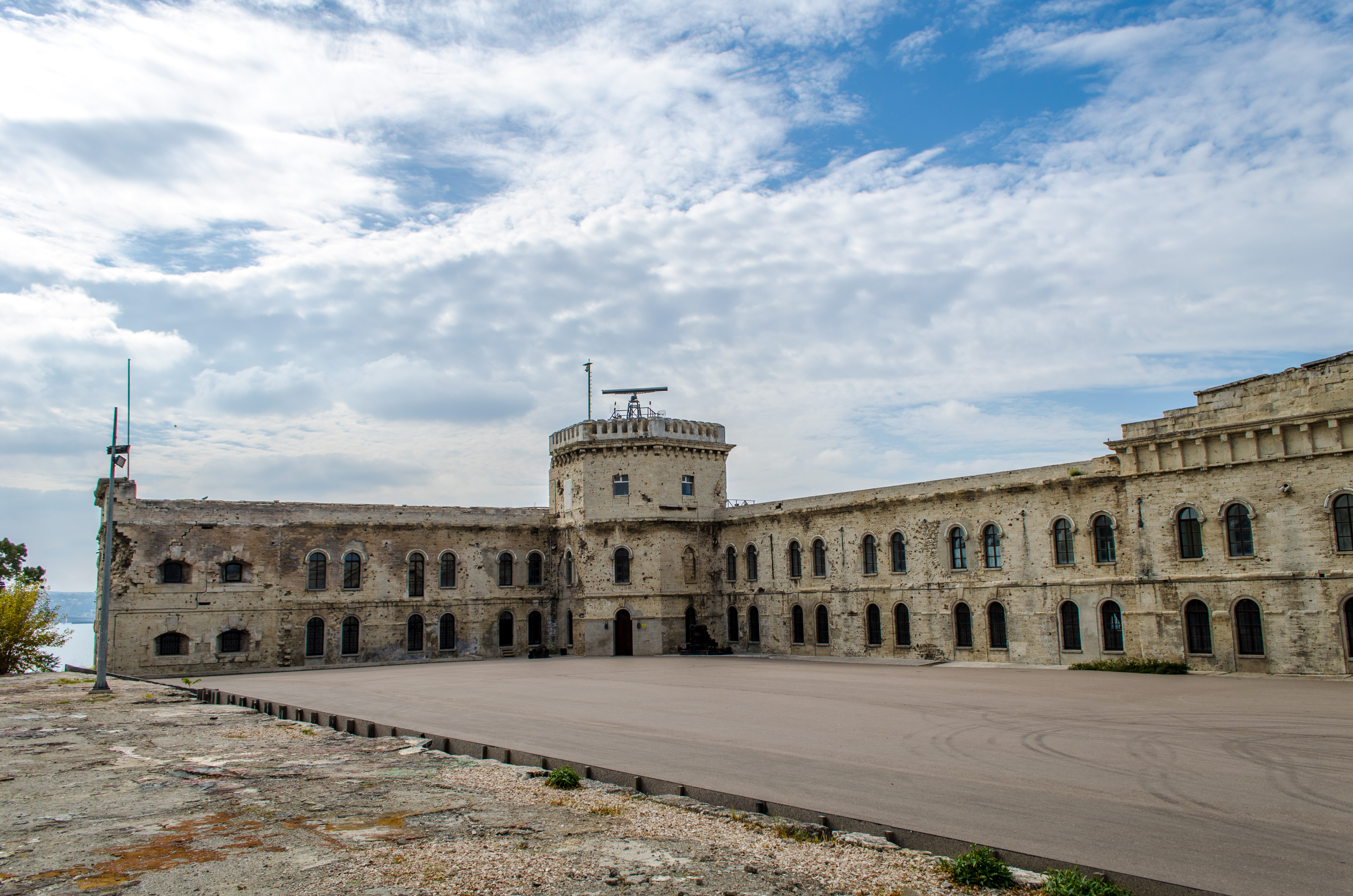
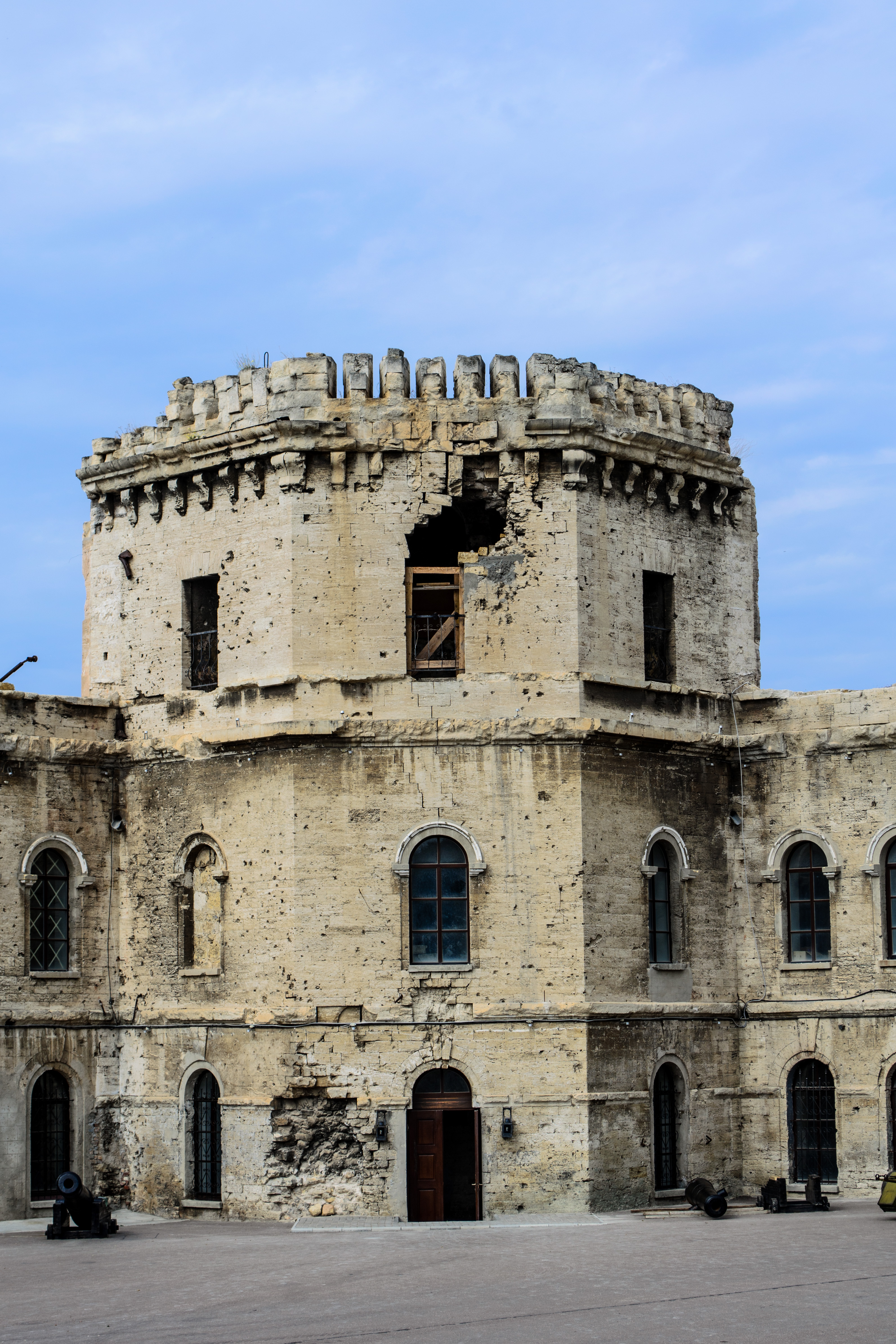
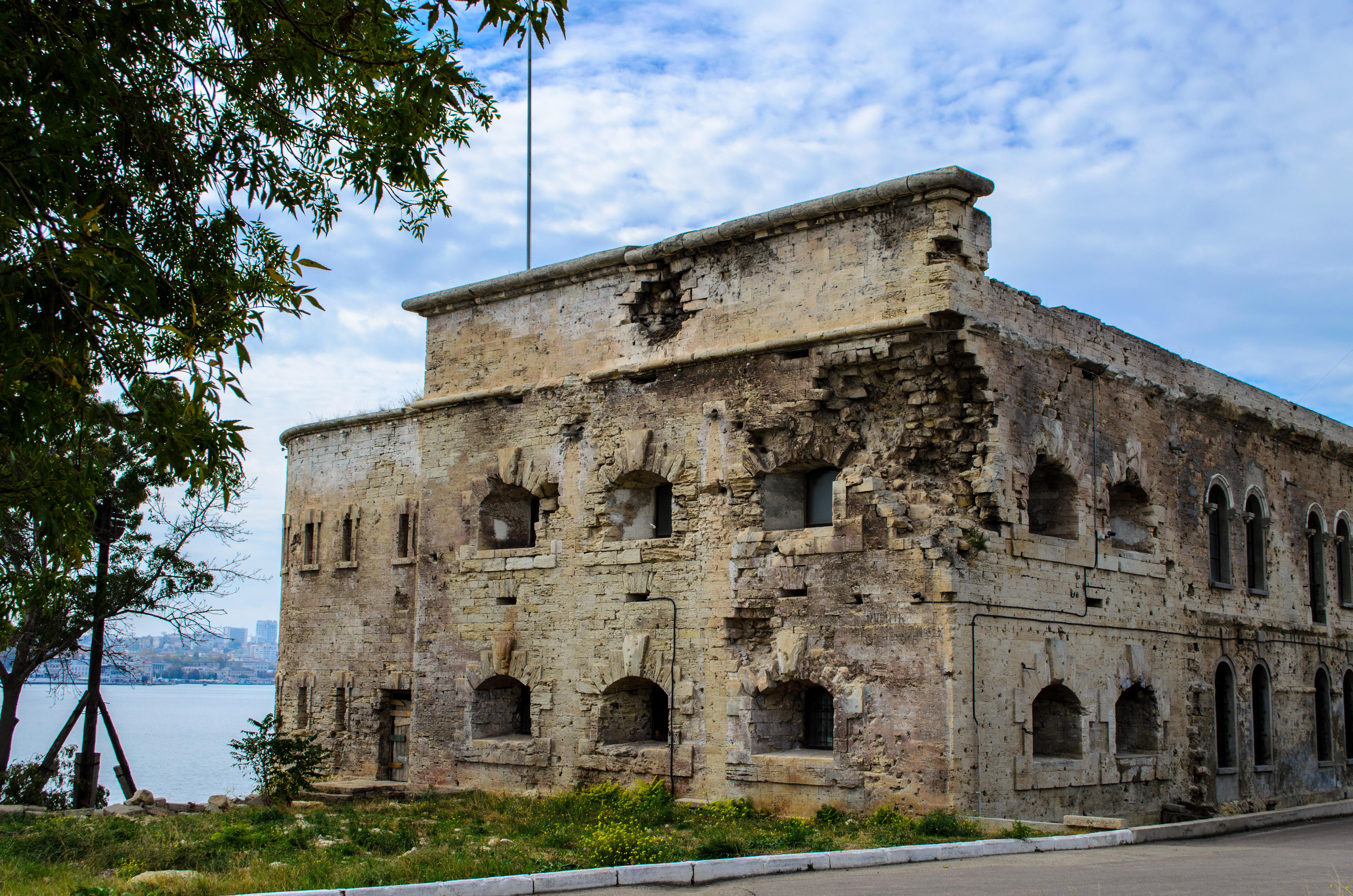
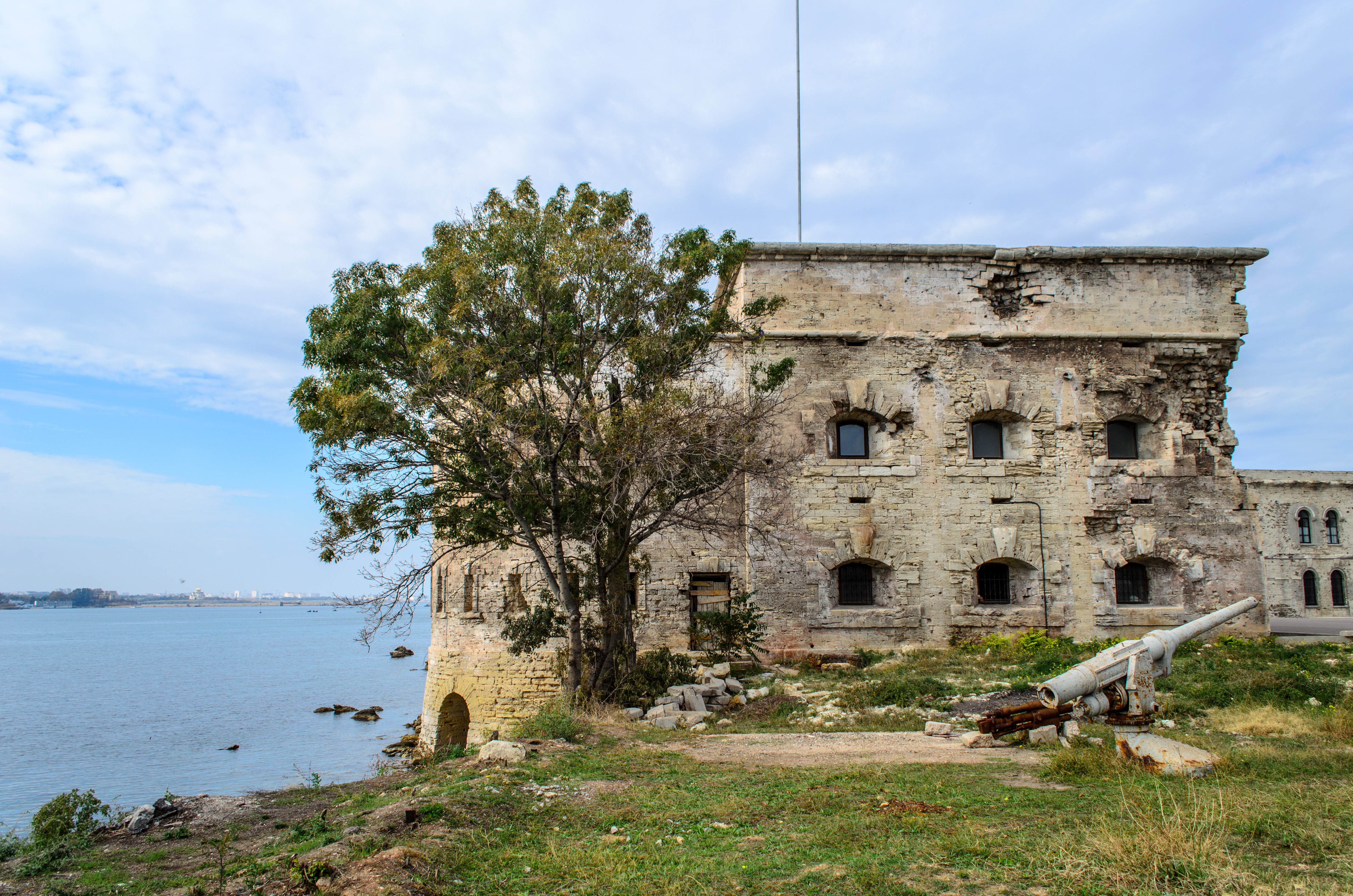
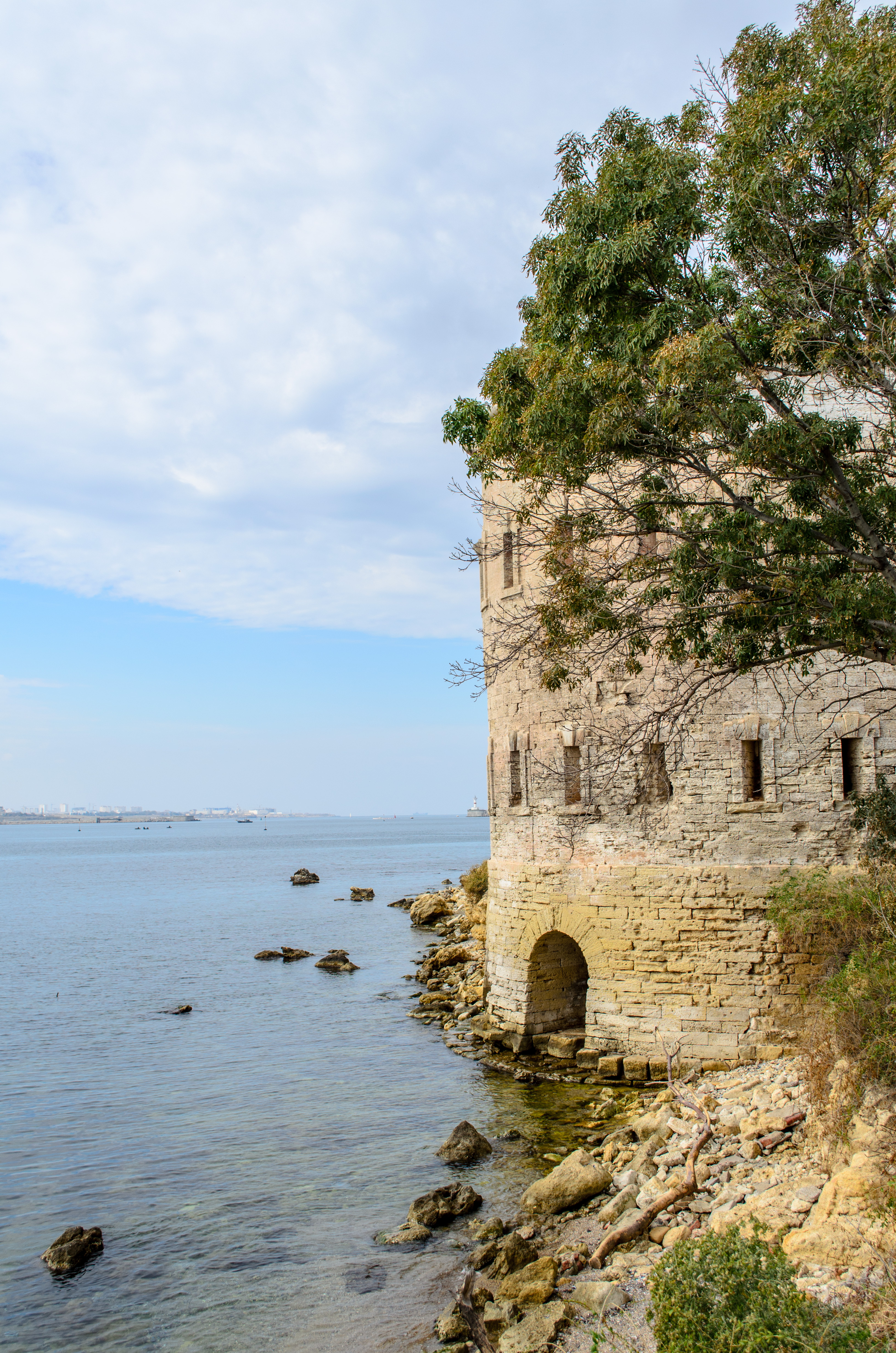
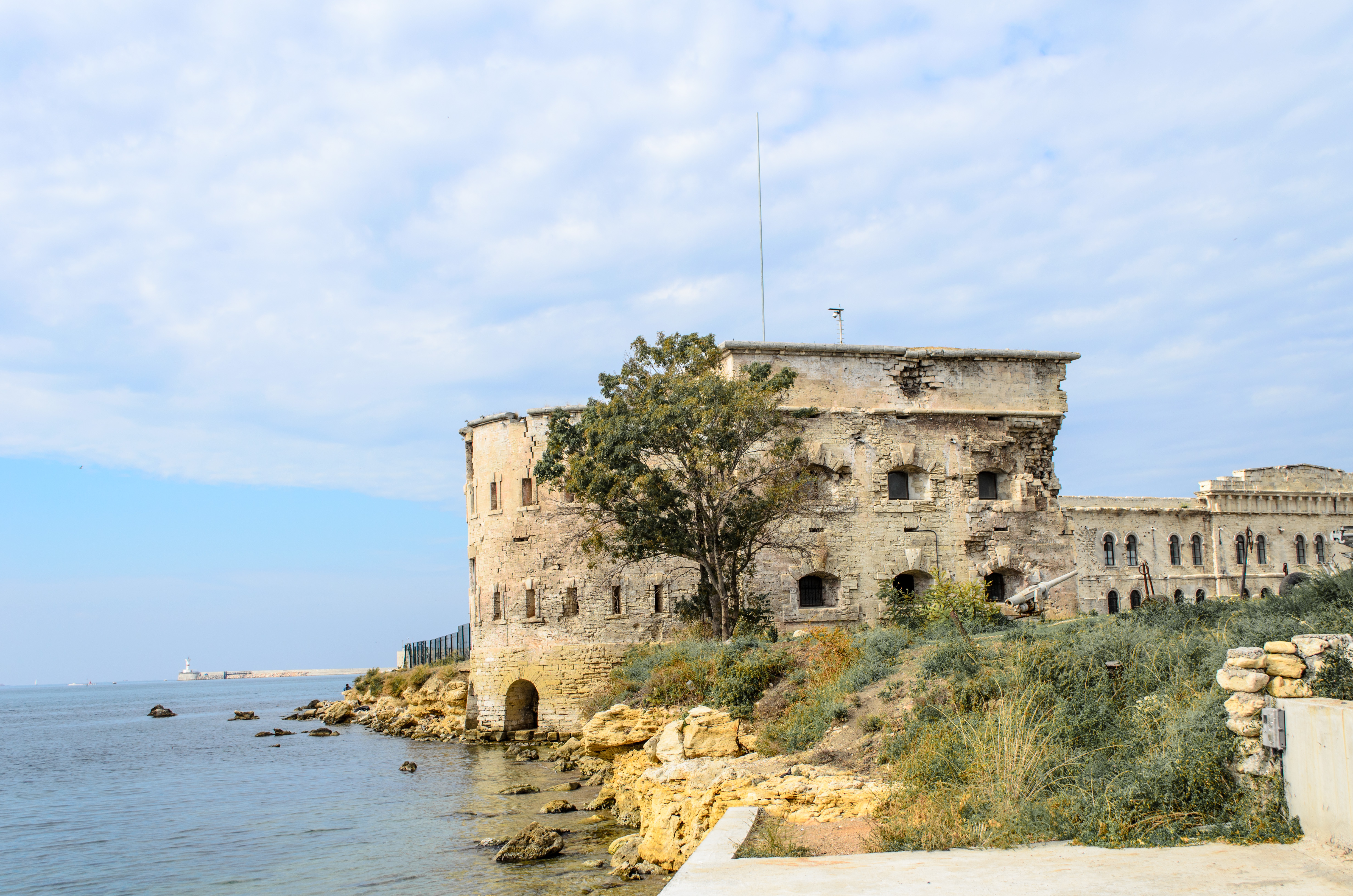
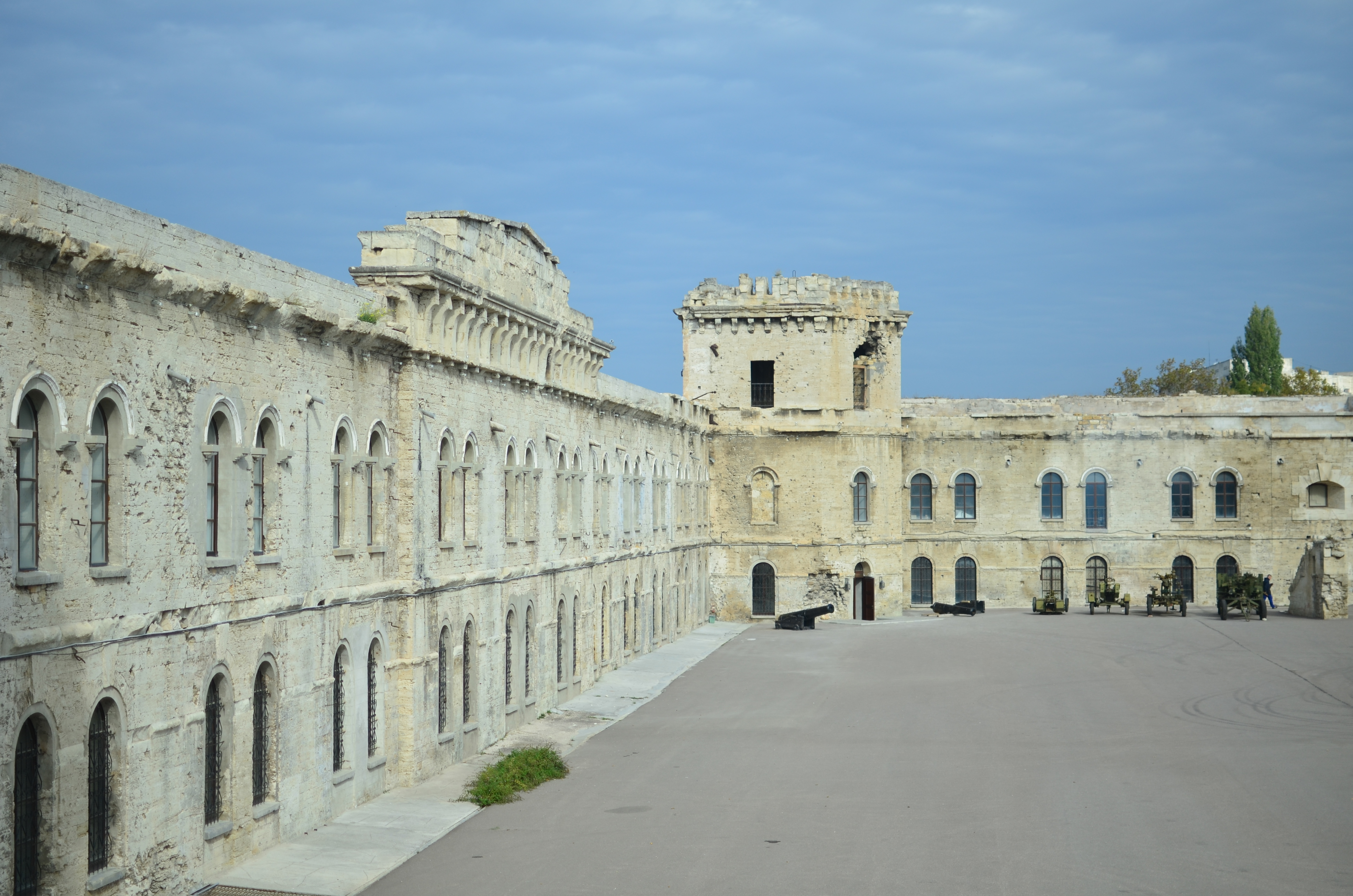
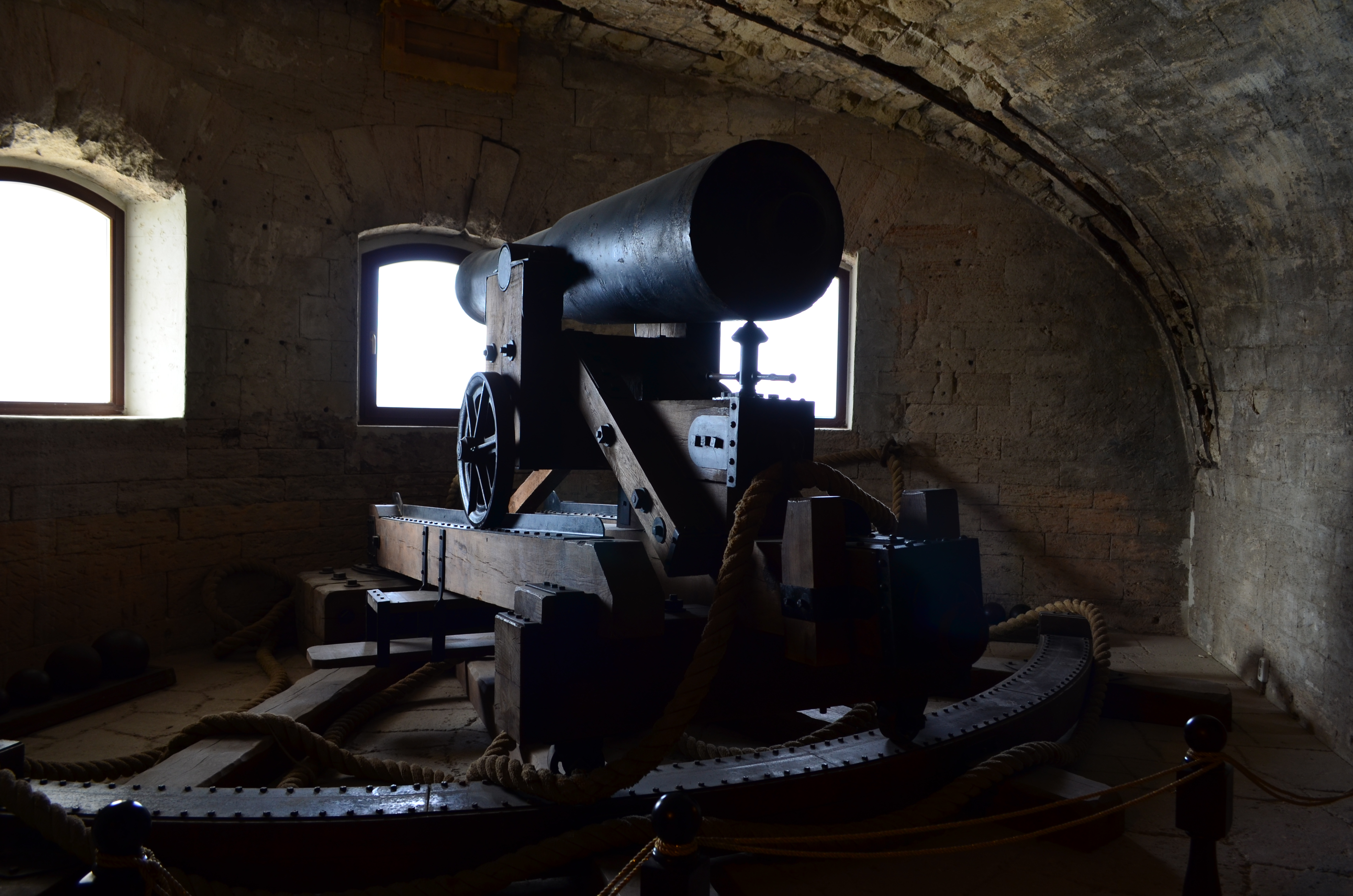
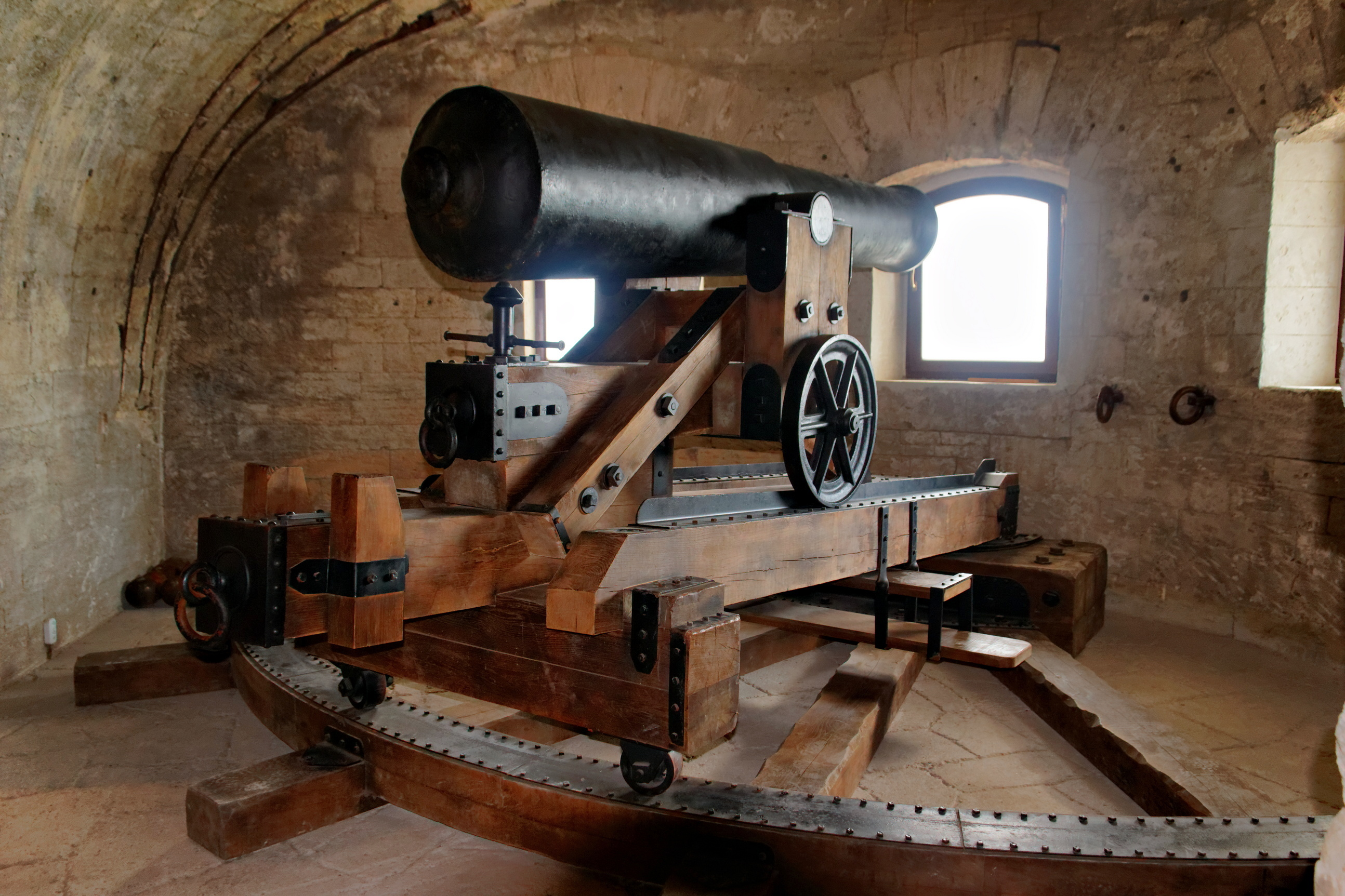
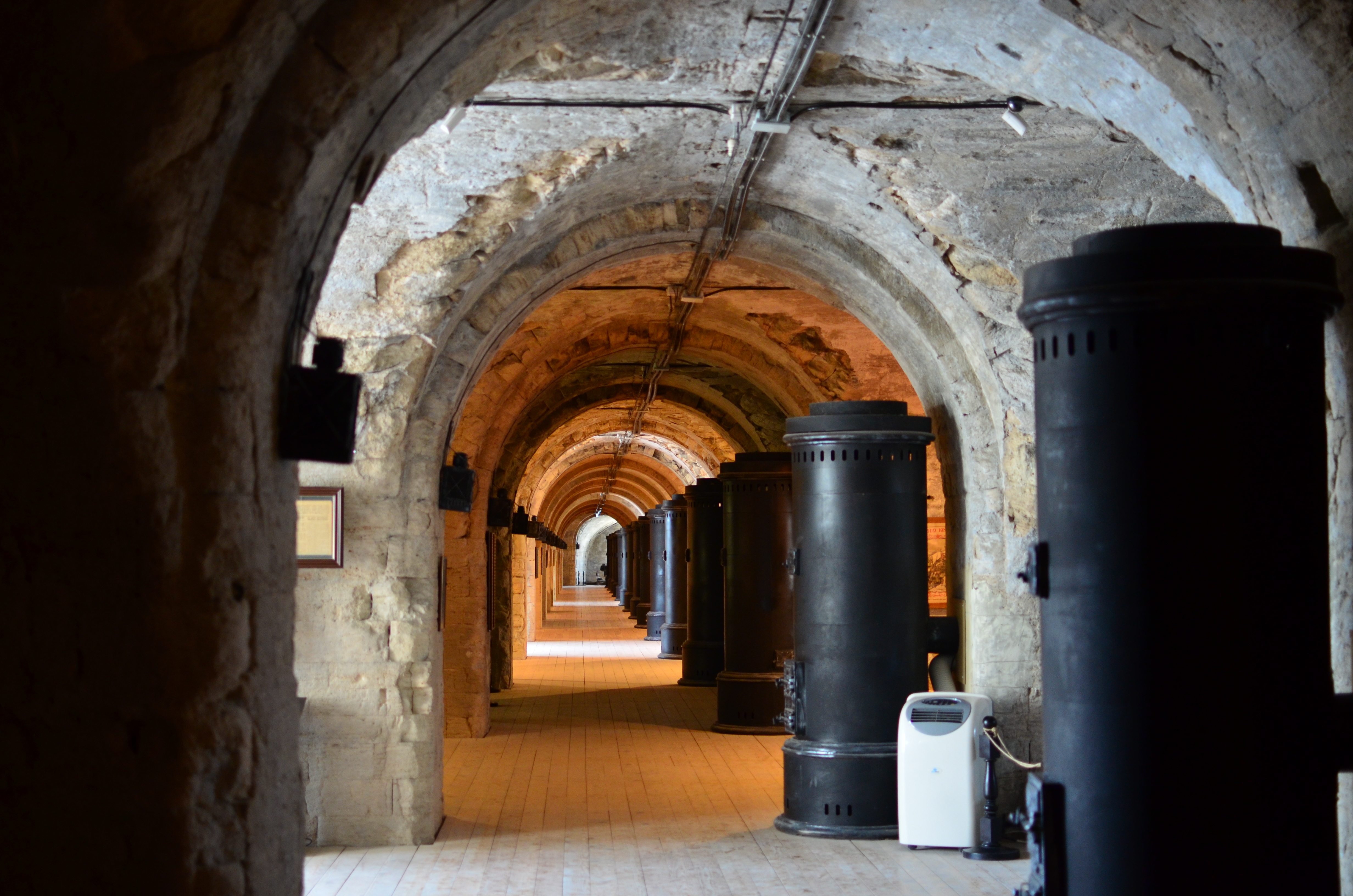
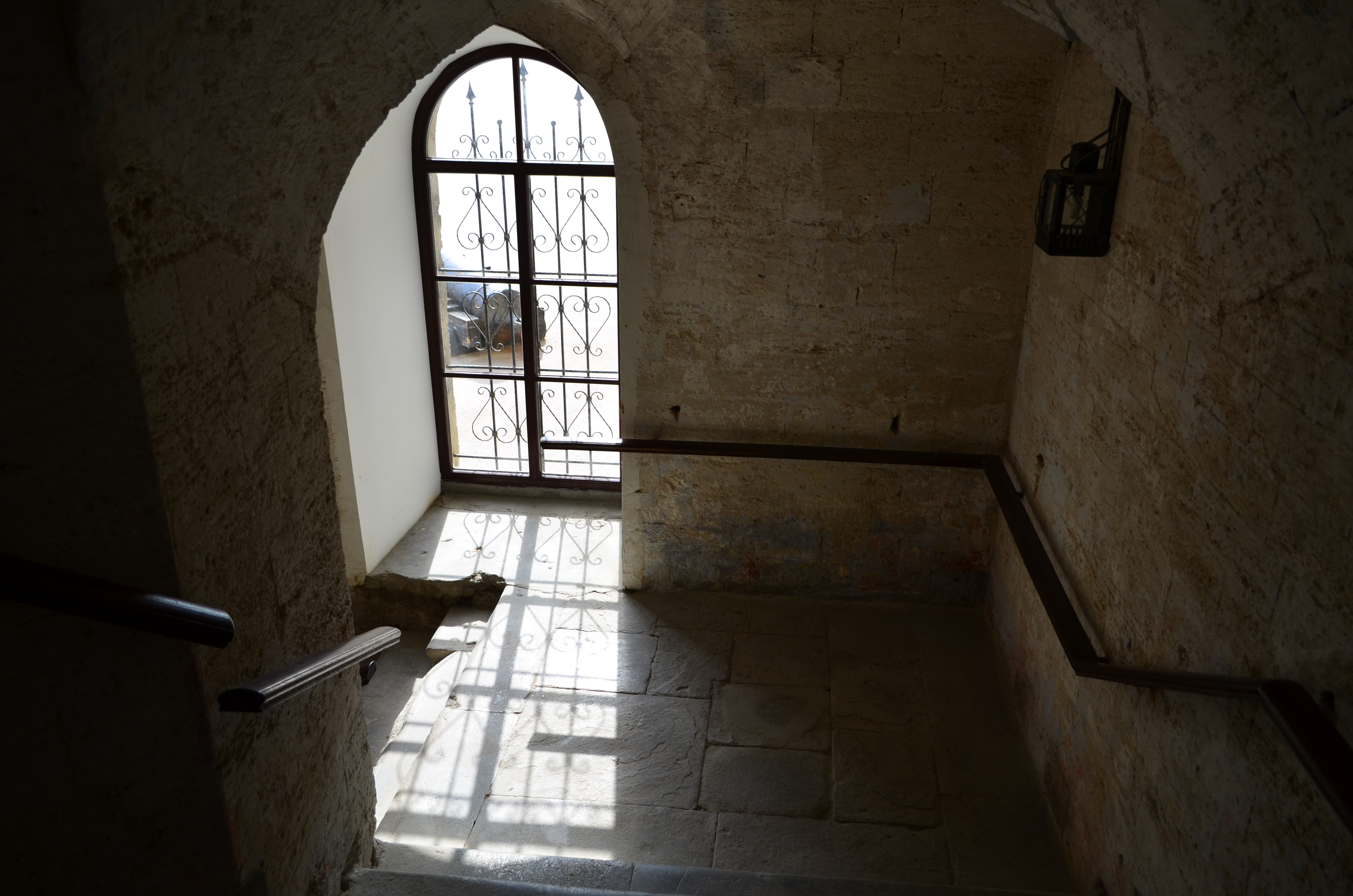
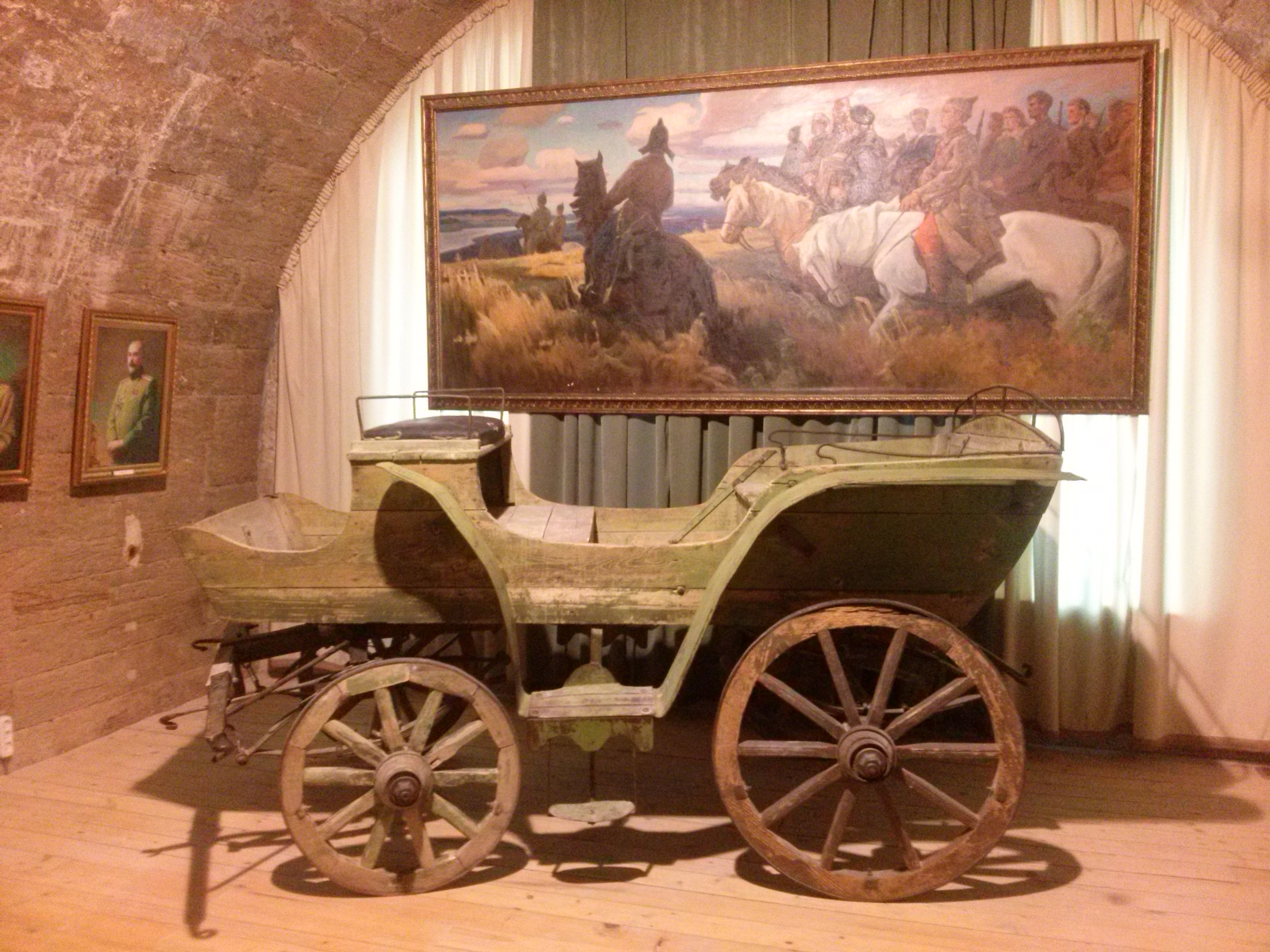